# Olivera Marković
Olivera Marković Оливера Марковић właśc. Olivera Đorđević (ur. 3 maja 1925 w Belgradzie, zm. 2 lutego 2011 tamże) – serbska aktorka.

## Życiorys
Jako dziecko występowała na scenie teatru amatorskiego działającego w Niška Banja. Po ukończeniu gimnazjum studiowała na Wydziale Filozoficznym Uniwersytetu w Belgradzie, a od 1948 w szkole aktorskiej, w klasie prof. Mate Miloševicia. Od 1951 występowała na scenie Teatru Dramatycznego w Belgradzie, gdzie zagrała ponad 150 ról. W 1946 zadebiutowała na dużym ekranie, w swoim dorobku miała ponad 50 ról filmowych. W 1962 zagrała główną rolę w polsko-jugosłowiańskim filmie Andrzeja Wajdy Powiatowa Lady Makbet. Oprócz działalności aktorskiej występowała także na koncertach, śpiewając pieśni rosyjskie. W 1989 przeszła na emeryturę.
Była dwukrotnie zamężna. Z pierwszym mężem, aktorem Rade Markoviciem rozstała się w roku 1964. Jej drugim mężem był także aktor Dušan Bulajić. Miała syna Gorana z pierwszego małżeństwa. Zmarła w 2011 w Belgradzie i została pochowana w Alei Zasłużonych na Nowym Cmentarzu w Belgradzie (Novo groblje). W 2012 ukazały się nakładem wydawnictwa MPUS wspomnienia aktorki.

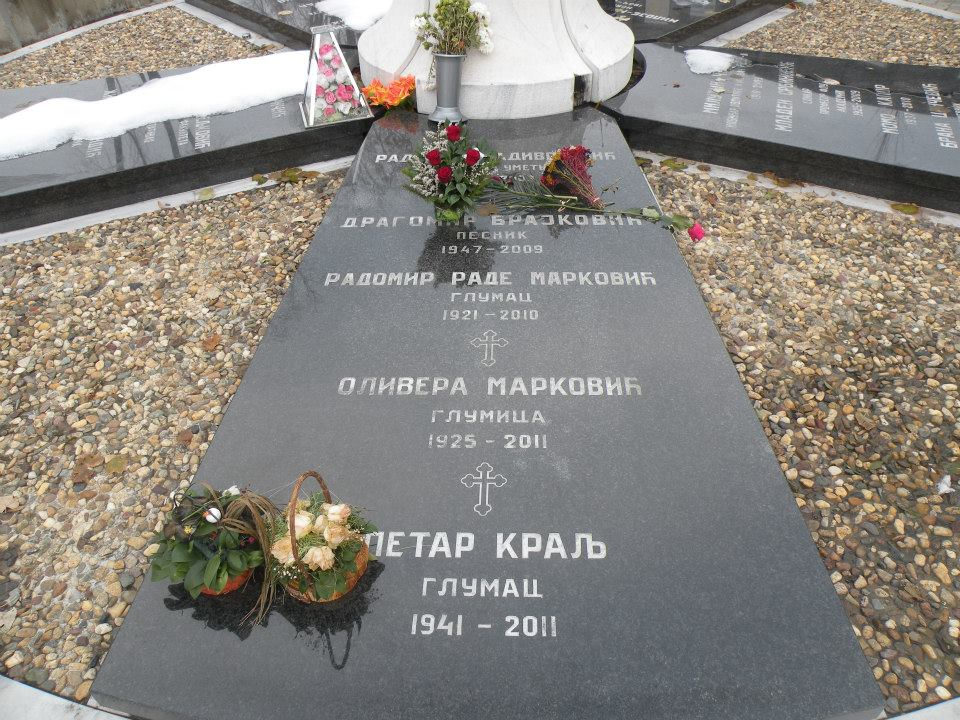
Grób aktorki na cmentarzu w Belgradzie

## Wybrane role filmowe
- 1946: W górach Jugosławii
- 1959: Bez rozkładu jazdy jako Ike
- 1961: Gorące miasto jako Riba
- 1962: Powiatowa Lady Makbet jako Katerina Izmajłowa
- 1963: Ludwiku, do rondla jako Mira Savić
- 1968: Pre istine jako Vesa
- 1969: Na dan pożara jako Jasna Rajić
- 1977: Hajdućka vremena jako Baba Jeka
- 1980: Mistrzowie, mistrzowie jako Kristina
- 1983: Veliki transport jako Julia Paroski
- 1988: Droga na południe jako Berta
- 1995: Urnebesna tragedija jako Rajna
- 2001: Seljaci jako nauczycielka Nata
- 2003: Mały świat jako kobieta umierająca na cmentarzu
- 2004: Cywilne życie jako matka